# 古志長尾家
古志長尾家（こし ながおけ）は、室町時代に越後国に割拠した豪族で、守護代長尾氏の分家。

## 概要
上杉氏に従って越後へ入国した長尾景恒の子、豊前守景晴が刈羽郡・古志郡を領したのが始まり。当初は拠点を蔵王堂城に置いていたようである。のちに栖吉城へと本拠を移し、栖吉長尾家とも称した。
越後守護上杉房定の時代、当主・孝景は守護に対して非常に従順であり、房定に従って国外へ出陣、戦功を立てている。ところが房能の時代になると、長尾為景に加担して新守護・上杉定実を擁立。房能を自害へ追い込む（永正の乱）。
この前後に、長尾房景が府内長尾為景に娘を嫁がせており、同盟関係を築いていたと考えられる。ただし、晴景・景虎（上杉謙信）が異母兄弟である説が確定する中で、景虎の母とされる青岩院が為景の正式な妻であったか疑問視されている。その一方で、栃尾城を古志長尾家の勢力圏とする見方があり、景虎の栃尾城入りを古志長尾家への入嗣とする説もある。
その後、晴景・上杉謙信と代替わりしても長尾上杉家一門筆頭として活躍するが、御館の乱で景勝方に敗北。所領は河田長親に受け渡され、のちにその与力たちによって分割、古志家は滅亡する。

## 歴代当主
※系図により諸説ある
- 長尾景晴
- 長尾宗景
- 長尾秀景？（備中守）
- 長尾四郎左衛門尉（備中守）
- 長尾孝景
- 長尾房景
- 長尾景虎？
- 長尾景信
- 長尾景満？